# Єщенко Владислав Олександрович
Владислав Олександрович Єщенко (псевдо Самурай від англ. Samurai; (24 серпня 1998 , Горлівка, Донецька область ) — доброволець окремого 104 батальйону оборони міста Бахмут, військовий сапер, ветеран російсько-української війни, який втратив зір при виконанні бойового обов'язку. Засновник та головний виконавчий директор БО «БФ Побачимо Перемогу», блогер із медійним псевдо samurai on the way.

## Життєпис
У 2014 році внаслідок окупації Горлівки був вимушений змінити місце проживання та навчання, переїхавши до Слов'янська. Мріючи повернутись до рідного міста і очікуючи деокупації, отримав професійну освіту в Слов'янському професійному художньому ліцеї, здобувши дві професії: маляр-штукатур 3 розряду, монтажник гіпсокартонових конструкцій 4 розряду.
Постійно змінюючи місця роботи у пошуку свого призначення, знайшов себе у розмінуванні, ставши де-мінером гуманітарної організації HALO Trust у 2021 році. Паралельно навчався в Українській інженерно-педагогічній академії на кафедрі охорони праці та, отримавши запрошення із Харківського національного університету Повітряних Сил імені Івана Кожедуба, планував переводитись туди та приймати присягу у вересні 2022 року.
На початку повномасштабного вторгнення збрехав усім рідним про те, що отримав повістку, пішов до військкомату міста Слов'янськ.
4 березня 2022 пішов добровольцем на захист Донецької області, де потрапив до інженерно-саперного взводу окремого 104 батальйону територіальної оборони міста Бахмут, військова частина А7270.
9 серпня 2022 при виконанні бойового завдання з розмінування протипіхотних мін ПФМ-1 у Богданівці, що під Бахмутом, отримав важке поранення, внаслідок якого втратив обидва ока і майже повністю слух.
19 серпня 2022 прийшов до тями у військовому шпиталя міста Київ, де 4 місяці тривало подальше лікування.
Владислав, під своїм позивним «самурай», після повної втрати зору, активно веде соціальні мережі, де ділиться особливостями життя незрячого ветерана, мотивує та підвищує обізнаність населення на тему комунікації з ветеранами та з особами з інвалідністю.

## Нагороди
- Орден «За Мужність» III ступеня[2]

## Особисте життя
31 серпня 2022, одразу після того як лікарі стабілізували стан Владислава після коми, зробив пропозицію своїй коханій, Валерії. 21 серпня 2023 року Валерія та Владислав одружилися у місті Київ, де надалі живуть та працюють.

## Громадська діяльність
24 січня 2023 року Владислав заснував благодійну організацію «БФ «Побачимо Перемогу» та очолив її як головний виконавчий директор. Від того моменту допомагає військовим та цивільним, які втратили зір внаслідок мінно-вибухової травми, надаючи їм реабілітацію та усі необхідні інструменти для поліпшення якості життя.
У рамках діяльності своєї благодійної організації Владислав створив проєкт «Єдиний простір», який націлений на підняття обізнаності населення у напрямку коректної комунікації з ветеранами, особами з інвалідністю, людьми з повною або частковою втратою зору. Владислав особисто проводить освітньо-навчальні сесії у закладах освіти, підприємствах з надання послуг населенню та державних структурах.
У ході роботи також було створено проєкт «Територія безбарʼєрності», який націлений на привернення уваги до доступності та безбарʼєрності міст.
Також Владислав посилено шукає сучасні технології по відновленню зору, такі як біонічне око.

## Фільмографія
У 2023 році на українському сервісі кіно «Київстар ТБ» вийшов документальний фільм «Реалії війни. Побачити перемогу» про Владислава Єщенко. У фільмі розповідається історія сапера, який втратив зір внаслідок мінно-вибухової травми та заснував Благодійний фонд «БФ Побачимо Перемогу»

### Інтерв'ю
- «Найголовніша моя мета — це побачити нашу Перемогу на власні очі» — Владислав Єщенко // АрміяInform, 12 Січня 2023
- Історія мінера ЗСУ, що втратив зір на війні // Суспільне Новини, 16 січня 2023
- «Я хочу побачити перемогу»: історія сапера Владислава Єщенка, який втратив зір через вибух мін // Радіо Свобода, 06 квітня 2023
- Бачити перемогу серцем: історія військового, що втратив зір, але не втратив сили // Вечірній Київ, 06 квітня 2023
- Історії про прийняття себе: досвід ветеранів Євгена Смаги та Владислава Єщенка // НашКиїв.UA, 16 вересня 2024
- Владислав Єщенко втратив зір на війні — історія сапера ЗСУ і Героя України, відео // РБК-Україна, 13 липня 2023
- Його мрія — побачити нашу перемогу власними очима: історія сапера Владислава Єщенка // КИЇВ24, 13 січня 2023
- Ветеран Владислав Єщенко: Допомагаю таким, як я — адже дуже багато тих, хто втратили на війні зір // KP.UA, 19 жовтня 2023
- Цифровий зір — боєць ЗСУ, який втратив очі, хоче повернути можливість бачити осліплим українцям // Телеграф, 30 березня 2023

- Mina wybuchła mu prosto w twarz, musieli amputować mu oczy. Ukochana: nawet przez myśl mi nie przeszło, żeby go zostawić // Polska Agencja Prasowa SA, 2023-04-01(пол.)
- Krig i Ukraina i 2 år: Över 100000 ukrainska soldater sårade // DN.se, 2024-02-25(швед.)

### Відеофрагменти
- Втратив зір, але не віру в себе. Розповідь мінера ЗСУ, який отримав поранення на війні на YouTube // Суспільне Донбас.— 2023.— 26 січня
- Несподіванка для Самурая! Знайомство Вакарчука з сапером, який втратив очі під Бахмутом. Океан Ельзи на YouTube // Говорить Суханов.— 2023.— 10 лютого
- Розірвана міна забрала зір, але не зламала дух! Неймовірна історія сапера Владислава Єщенка на YouTube // Ми - Україна.— 2023.— 26 лютого
- Український сапер втратив обидва ока, захищаючи країну: історія Владислава Єщенко на YouTube // КИЇВ24 | Телеканал Київ.— 2023.— 28 березня
- На війні втратив зір, але не силу духу: історія Владислава Єщенка з позивним Самурай на YouTube // Сніданок з 1+1.— 2023.— 24 серпня
- Втратив зір, але не віру в себе: історія сапера з Донбасу, Владислава Єщенка на YouTube // Телеканал 2+2.— 2023.— 02 жовтня
- 25-річний воїн втратив зір і слух на фронті. Історія ветерана на YouTube // Ранок Вдома.— 2024.— 12 березня
- ВТРАТИВ ЗІР, а тепер НАВЧАЄ молодь. ІСТОРІЯ НЕЗЛАМНОГО сапера САМУРАЯ на YouTube // Вікна-новини.— 2024.— 28 травня
- Я втратив очі, але борюся за те, щоб нашу перемогу змогли побачити інші, – сапер Владислав Єщенко на YouTube // Точка Сходу.— 2024.— 27 листопада